# بیبا دهکه
بیبا دهکه (به انگلیسی: Biba Dhaka) یک منطقهٔ مسکونی در پاکستان است که در خیبر پختونخوا واقع شده‌است. بیبا دهکه ۱٬۵۰۲ متر بالاتر از سطح دریا واقع شده‌است.